# アーサーGARAGE
『アーサーGARAGE』は、たーしによる日本の漫画作品。ここでは第2部に相当する『熱血中古屋魂!! アーサーGARAGE』についても併せて記載する。

## 概要
アーサーGARAGEシリーズは、中古車ディーラーを通して起こる人間ドラマを描いた作品である。
第1部は『アーサーGARAGE』というタイトルで、『週刊ヤングマガジン』（講談社）にて2002年から2005年まで連載された。
第2部は『熱血中古車屋魂!! アーサーGARAGE』とタイトルが変更され、同誌にて2006年から2010年まで連載された。
第1部の時代には年数回の掲載であったが（2002年冬・秋、2003年秋、2004年夏・冬、2005年夏・冬）、第2部の時代には毎号掲載される通常連載となった。
作中で描かれるアーサー・ガレージの所在地については、店舗から歩いて行ける範囲に柄杓田（ひしゃくだ）港や柄杓田郵便局がある事から、北九州市門司区柄杓田をモデルにしている事がわかる。

## あらすじ
福岡県北九州市のとある港町に、倉庫を店代わりにしている中古車屋がある。店の名は「まごころの車屋さん」アーサー・ガレージ。社長のアーサーこと原田朝男は店を大きくしようと努力する。

## 登場人物

### アーサー・ガレージ
アーサー
本名・原田朝男。アーサー・ガレージの社長。30歳。店を大きくしようと日々努力をしている。20歳のときにムラさんから借金をして店を出したが、詐欺に遭って1年で店をつぶしてしまい、借金返済ができずにムラさん率いる三日月組に所属していた過去を持つ。しかし、もう一度店を出す決意をしてヤクザから足を洗った。妻子持ちであったが、妊娠中だった妻はヤクザから足を洗った直後、離婚届をおいて家を出て行った。
いつも白のカッターシャツにスラックスでいる事が多い。現在の所有車はないが、過去には日産・グロリア（330型）に乗っていた。涙もろく、情に流されやすい。
ドンケツ外伝にも登場。アーサーガレージの店が本編最終話に登場した店だったため本編終了後の時系列だと思われる。シェルビー･コブラのレプリカを使い村松のGT-R(R35)と勝負をしていた。
チハル
本名・梅木千春。アーサーの後輩でアーサー・ガレージの従業員。20歳。金髪。10歳上の姉がいる。連載当初は無職で、用事もないのにアーサーガレージに遊びに来るプータローであったが、このままでは姉に心配ばかりかけてしまうと思い、アーサーガレージに入社する（第1部第2巻）。
5歳の時に両親を事故で亡くしており、小6にはぐれ始め、12歳にして不良と付き合い喫煙していたワルであったが、アーサーとの出会いで少しまともになる。旧車チーム「オーバーヒート」のリーダーであるが、ほとんどイベントには参加しない。
ドンケツ外伝にも登場。
愛車はZ31型の日産・フェアレディZ。過去は日産・パオに乗っていた。吸っている煙草はJPS（第2部第3巻より）。
福田圭一郎
アーサー・ガレージの従業員で整備士。25歳。身長は190cm近くで、体格がいい。過去に別の整備工場に勤務していたが、後輩を自分の不注意で死なせてしまい退社した。
それがトラウマになっていて一時期暗い性格であったが、アーサー・ガレージに入社してから少しずつ明るくなっていく。
ドンケツ外伝にも登場。

### アーサーの後輩
タクジ
本名・田所拓司。アーサーの後輩。アフロヘアーにひげが特徴。T2タイヤ経営。
ミキオ
本名・羽田幹夫。アーサーの後輩。リーゼントヘアーが特徴。板金工でボディーショップ羽田を経営している。
「ここんところ帰りが遅くてカミさんがギャーギャー言ってる」との発言から、妻帯者である模様（第6巻）。
ジロー
本名・安田次郎。アーサーの後輩。角刈り。安田モータースを経営している。圭一郎がアーサー・ガレージに入社してから出番が少なくなった（圭一郎は彼と同じ整備士であり彼に頼む必要がなくなったため）。
第2部第6巻で、倒産した運送会社から500万の取り込み詐欺にあい、誰にも相談しないままヤミ金から借金をして火の車に陥る。練炭自殺を図ろうとしたが、アーサー達に助けられ、店を潰して再スタートする決意をする。また、この際ヤミ金が三日月組傘下だったことも判明しており、ムラさんの計らいで再出発しても返済可能な額と返済プランを用意され、それを受理する。

### タートルオート
カメちゃん
本名・亀山悟郎。タートルオート社長。アーサーの良き理解者であり、アーサーによく利用されるハゲオヤジ。口癖は「俺はもう50過ぎとるんぞー!!」。

### 三日月組
ムラさん
アーサーがかつて居たヤクザ、三日月組組長。ヤングキングで同作者のドンケツでは、華月組組長の村松春樹として登場。
ヨシオ
アーサーの後輩でムラさんの組の組員。かつてのあだ名は玄海の荒猪（げんかいのあらじし）。四駆好き。
愛車はランドクルーザー・シグナス。
サユリ
ヨシオの妻。ヨシオに出会うまでは当時の夫の陣内にスナックで働かされ、暴力を振るわれていた。
ヨシオと結婚した後に女児を出産した。
陣内
通称・いかれのジン。ヨシオとアーサーに恨みを持っている。ヤク中。
アーサー・ガレージにおいてあったヨシオのシグナスに放火し、ヨシオを車で跳ね飛ばしてレンチで全身を殴りまわしたあげく、ヨシオを助けに来たアーサーをナイフで刺した。その直後にチハルにぼこぼこにされた。現在、刑務所で服役中。

### 若鷹工業高等学校
ワシモト
本名・梨本鉄夫。通称・ワシッ鼻のワシモト。アーサーとチハルの母校の教師。自動車科教員の中で最も恐ろしい人物。2代目日産・セフィーロに乗っている。圭一郎をアーサーガレージに紹介もした。
底の部分が鉄のハンマーになっている十得ドライバーを常に所持している。

### オートショップ・ジャイアンツ
トクミツ
ライバル中古車屋「オートショップ・ジャイアンツ」の社長。アーサーとは犬猿の仲。色黒。
ドク
本名・徳光徳文。トクミツの弟。チハルと中学時代からよくもめている。兄と同じく色黒。愛車はフロント部のスペアタイヤカバーに「毒」の字が書かれているダイハツ・ミゼットII。ハーレーダビッドソンのバイクも所有。

### その他の中古車屋
荒木一八
アラカブオート社長。第1部第2～3話に登場。
矢島
矢島オート店長。第1部第3巻に登場。偽ブローカー・ミクリヤにダイハツ・ネイキッドを盗難された。
谷岡
クルーズ・モータース社長。

### 石川のじじいv.s.定岡のジイジー編登場人物
ユウヤ
石川と定岡の孫。彼ら2人から溺愛されている。本人は少しうざがっている。
石川のじいさん
ユウヤの祖父。漁師。日産・ローレル(C31)に乗っていたが、予算100万でアーサー達に車を注文した。今はゼロ戦仕様のユーノス・ロードスターに乗っている。
ちなみにローレルは普段用の車になり、下取りには出さなかった。
定岡のジィジー
ユウヤの祖父。ベンツCLSに乗る。
竹山さん
中古車雑誌「カーサーチ」の編集者。ドレスアップカーコンテストの時にお世話になった。

### オデッセイ編登場人物
久野さん
アーサーにオデッセイを注文した。数年前にギャンブルでの借金が原因で妻子に出て行かれ離婚。

### 旧車チーム・オーバーヒート
第1部第5巻で結成。メンバーの大半がアーサー・ガレージで旧車を買った客である。リーダーはチハル。他の店で買った旧車でもチームに入る事はできるが、ジャイアンツはだめらしい。
白石さん
愛称「おいちゃん」。本名・白石真澄。ハコスカに乗っている酒屋のオヤジ。末期の膵臓がんを患っている。父を早く亡くし中卒で店をついで以来ずっと働きっぱなしの人生であったが、アーサーたちと出会ったことがきっかけでハコスカを購入した。
第5巻中盤で症状が悪化し、終盤で息を引き取った。
カッちゃん
本名・カツオ（名字は不明）。トヨタ・クレスタ(GX51)に乗っている。20代前半。リーゼントパーマが特徴。
キンゾー
本名・宍戸金造。アーサーの愛車だった330グロリアを乗り継ぐ。チハルの後輩で牛乳屋の息子。鼻にぶつぶつがある。高校卒業後、家の牛乳配達を手伝っている。
佐川急便の制服を着用しており、第1部では旧型タイプであったが、第2部は新型になっている。モデルとなっている人物は実際に佐川急便に勤めており、作者たーしの幼馴染みである。
アヤちゃん
本名・倉本アヤ。スカイラインジャパンに乗っている、チームの紅一点。第1部第1巻では子供の頃に仲のよかった「ジャパンのアケミ」にあこがれてジャパンを探していた。
正次
本名・芹川正次。セリカ(LB)に乗っている。アーサーの先輩・セリカさん（故人）の息子。母が経営しているバーの後を継いでいる。
コバチャン
マークII(GX61)に乗っている。チーム内で唯一「オートショップジャイアンツ」で車を買った。そのせいで一度アーサーから帰れと怒鳴られ、こめかみを握り締められた。
タクミさん
白石さん（おいちゃん）の息子。父親が亡くなった後、ハコスカを乗り継いでいる。いつも店の裏でハコスカを磨いている。

## 作中に登場した車

### 従業員の車
日産・パオ
従業員チハルの愛車。色はオレンジ（ボンネット部分のみ黒）。ローダウンしてフェンダーを加工している。スムージング加工済み。後に、チハルが電柱にぶつけて廃車。
日産・フェアレディZ(Z31・200ZX)
現在のチハルの愛車。作中では31Zと表記。もともとはワシモトに頼まれた実習車両(2LぐらいのV型エンジン車)だったが、修理して行くうちに愛着がわいて、自分の新しい愛車にする事にした。
スバル・ヴィヴィオ
圭一郎の愛車。ノーマル。

### アーサーの後輩3人の車
日産・キューブ（初代）
安田次郎の過去の愛車。第6話でアーサーに買い取ってもらう。パオを廃車にしてから一時期チハルが代車として乗っていた。
三菱・デリカスペースギア
田所拓司の愛車。第11話より登場。
日産・アトラス羽田幹夫の店の車。チハルがパオを電柱にぶつけたときに活躍した。

### 旧車チーム・オーバーヒート
日産・スカイライン2000GT（ハコスカ）
白石さんの愛車。色はシルバー。1971年式。GT-R仕様。ホイールはSSRマークII、前後にオーバーフェンダーを装備。元々タートルオートに置いてあったのを業販してもらった。
白石さんの症状が悪化してからアーサーGARAGEに売ったが、翌日に奥さんが買い戻した。白石さんが亡くなってからはその息子に受け継がれ、大事に乗られている。
トヨタ・クレスタスーパールーセント(GX51)
カッちゃんの愛車。色はシルバーツートン。1981年式。ノーサスの族車仕様。ホイールはSSRのマークIIIだったが、第2部第3巻ではマークIIに交換されていた。
日産・グロリアSGL-Eエクストラ
元アーサーの愛車で、アーサーがキンゾーに売却して以降キンゾーの愛車として登場。色は黒。1978年式。エンブレム類はすべてブロアムのものを使用。ベレGミラー、ハヤシストリートアルミを装備。
日産・スカイライン（ジャパン）
アヤちゃんの愛車。色はシルバー。1980年式。ホイールはSSRマークII、ミラーはビタローニを装備。通常この年式のものは角目ライトだが、アヤちゃんに売るまでの間に丸目に交換されている。元若鷹工業高等学校の実習車。
というのも、彼女の憧れの人、アケミのジャパンが丸目ライトの前期モデルだったため、アーサーが全く同じ仕様にしてあげようとしたためである。よって、廃車の前期ジャパンに着いていたオーバーフェンダー、スポイラー類等をアケミ仕様に加工して装着した。
トヨタ・セリカ(LB)
正次の愛車。色は白。1974年式。父親がかつて乗っていたLBと全く同じ仕様にしている。ホイールはSSRメッシュ、ミラーはバッカミラー、フロントスポイラー、内装に水中花のシフトノブを装備。
トヨタ・マークII(GX61)
コバチャンの愛車。色、グレードともに不明。年式はフロントグリルが後期型のため昭和57年以降と見られる。スポイラーを装備し、ローダウンしている。

### 各編の中心として登場する主要車種
レクサス・GS(S147L)
アリストのブーちゃん編の主要車種。左ハンドルの逆輸入車でアーサーが手配するも山中の試乗と偽った無謀運転により廃車となる。
その後、アラカブオートからアーサーの恐喝まがいの値切りにより100万でGSを確保、山中に150万円で販売する。
日産・スカイライン（ジャパン）
女子高生の捜し物編の主要車種。詳細は前述参照
トヨタ・クレスタスーパールーセント(GX51)
姉ちゃんと50万円編の主要車種。詳細は前述参照。
日産・グロリア(330型SGL-Eエクストラ)
昔のアンタが笑いよら!!編の主要車種。2台のSGL-Eエクストラが登場。当初登場した白のSGL-Eエクストラを旧アーサー仕様に改造するつもりが、その際部品取りとして見つけたアーサーの元愛車を復活させることになり、元の白SGLをベースに部品取り車をレストア。その後アーサーが過去の未練との決別も兼ねてキンゾーに売却。以降キンゾーの愛車となる。以降の詳細は前述参照。
ダイハツ・ネイキッド
ネイキッドは￥60万円!!?編の主要車種。矢島オートの試乗車だが、盗難された。
トヨタ・セリカ
セリカさんの息子!!編の主要車種。詳細は前述参照。
日産・スカイライン(ハコスカ)
初恋のお相手編の主要車種。詳細は前述参照。
トヨタ・ランドクルーザーシグナス
まごころの車屋さん!!編の主要車種。ヨシオがアーサーガレージから購入。
当初ジャイアンツにあったシグナスをヨシオ仕様にカスタムする予定だったが、陣内が車に火をつけて廃車となる。その後保険で1台新調し、改めてヨシオ仕様に仕上げて売却する。
日産・フェアレディZ(Z31・200ZX)
おいちゃん、こんにちは!!編の主要車種。詳細は前述参照。
マツダ・ロードスター(NA型)
じいちゃんとジィジー!!編の主要車種。最初からピットクルーのエアロを装着している。
雑誌「カーサーチ」の企画で中古車のドレスアップコンテストに参加するために改造を試みる。その際偵察に来たドクの不注意により後付けオーバーフェンダーを台無しにされるも、逆手に取りボディの至る所にリベットを打ち付け零戦仕様にする。
ホンダ・オデッセイ(2代目)
オデッセイが欲しいんです!!編の主要車種。アーサーガレージ史上最低の車と称される。というのも予算に見合ったオデッセイが見つからず、久野の了解の元事故車や水没車を探していた際に偶然見つけた水没車(ただしエンジン/ECUは交換してあるとされた)。
後にチハルが金をかけずに整備する方法として、腕によりをかけて洗車やクリーニング・ワックス掛けを施す。
シェルビー・コブラレプリカ
おたくも咬まれた男ッスか!?編の主要車種。アメリカから直輸入したレプリカキットを鋼鉄自動車(アイアンモータース)が組み上げた。

## 書籍情報
単行本
- たーし『アーサーGARAGE』講談社〈ヤンマガKC〉全5巻
- たーし『熱血中古屋魂!! アーサーGARAGE』講談社〈ヤンマガKC〉全15巻

廉価版コミックス
- たーし『アーサーGARAGE』少年画報社〈YKベスト〉全2巻
  1. 「アーサーGARAGE 半端モンが一攫千金!編」2012年11月6日発売 ISBN 978-4-7859-3964-9
  2. 「アーサーGARAGE 情に流されやすい車屋参上!編」2012年12月6日発売 ISBN 978-4-7859-3977-9

- たーし『熱血中古屋魂!! アーサーGARAGE』少年画報社〈YKベスト〉既刊94巻
  1. 「アーサーGARAGE〜人情・友情・根性編〜」2014年11月12日発売 ISBN 978-4-7859-5437-6
  2. 「アーサーGARAGE〜本気・強気・男気編〜」2014年12月15日発売 ISBN 978-4-7859-5447-5
  3. 「アーサーGARAGE〜前進・直進・躍進編〜」2015年3月23日発売 ISBN 978-4-7859-5513-7
  4. 「アーサーGARAGE〜激闘・悪党・掃討編〜」2015年4月17日発売 ISBN 978-4-7859-5539-7
  5. 「アーサーGARAGE〜瘢痕・煩悶・繁盛編〜」2015年5月15日発売 ISBN 978-4-7859-5545-8